# Pesmes
Pesmes is een gemeente in het Franse departement Haute-Saône (regio Bourgogne-Franche-Comté). De plaats maakt deel uit van het arrondissement Vesoul. Pesmes is lid van Les Plus Beaux Villages de France. De gemeente telde 1.082 inwoners op 1 januari 2022.

## Geografie
De oppervlakte van Pesmes bedroeg op 1 januari 2022 18,64 vierkante kilometer; de bevolkingsdichtheid was toen 58 inwoners per km².

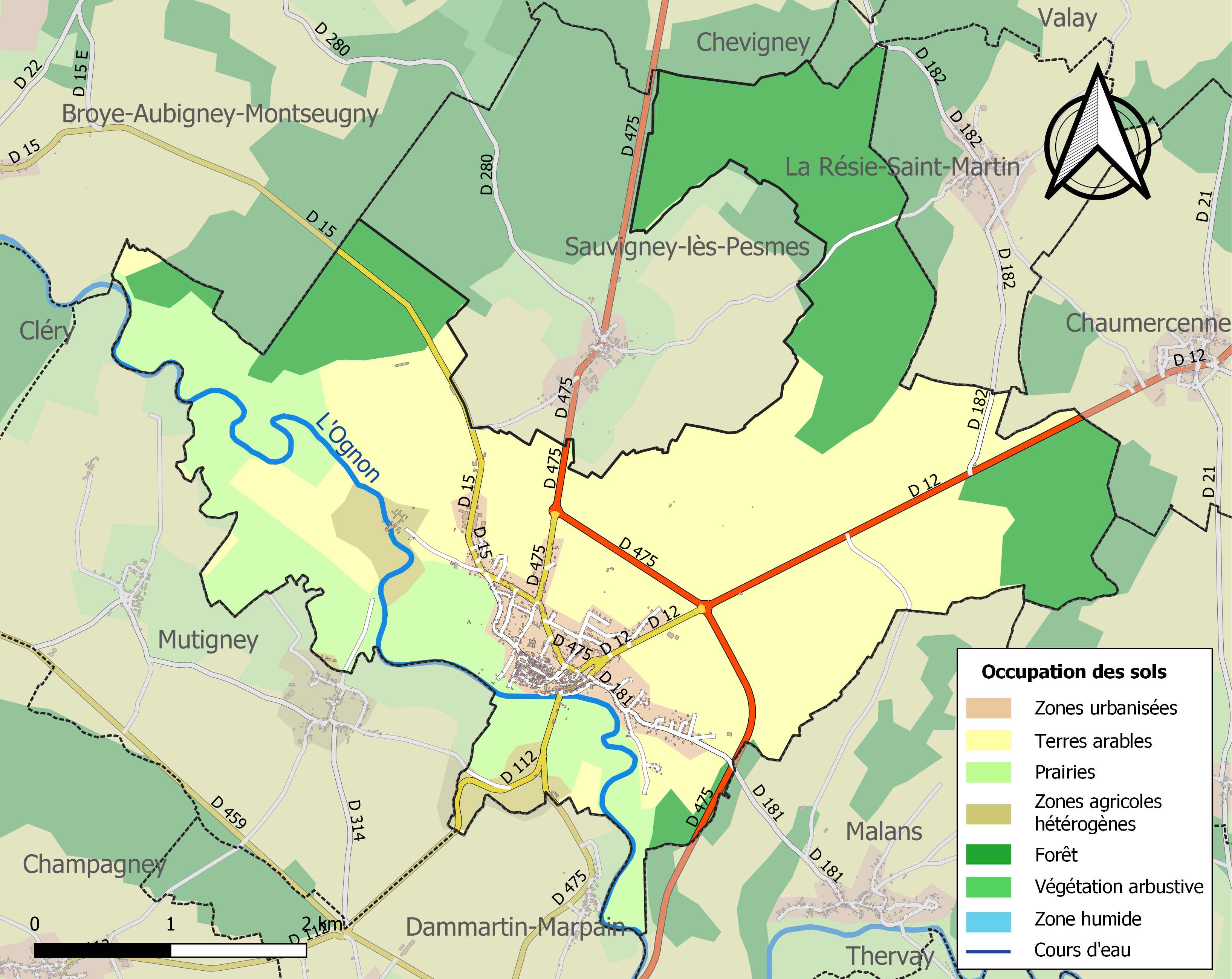
Kaart van de gemeente met de belangrijkste infrastructuur, bodemgebruik en omliggende gemeenten

## Demografie
Onderstaande figuur toont het verloop van het inwonertal (bron: INSEE-tellingen).